# Baltský jantar

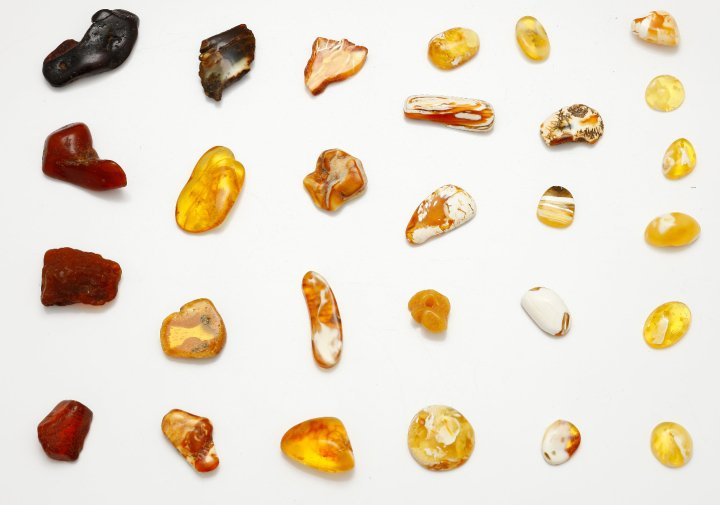
Příklady baltského jantaru

Baltský jantar představuje typ mineralizované pryskyřice s vyšším, až 8% podílem kyseliny jantarové, jehož největší naleziště se nachází v Baltském regionu. Odhaduje se, že 90 % světových zásob jantaru se nachází v Kaliningradské oblasti na Sambijském poloostrově. Proces tvorby baltského jantaru je datován v eocénu, přibližně 44 miliónů let nazpět. Odhaduje se, že z třetihorních lesů vzniklo kolem jednoho sta tisíc tun jantaru.
Název „baltský jantar“ je obecný termín, nevztahující se pouze k Baltskému regionu. Jantar se shodnými vlastnostmi, např. ze saských hnědouhelných dolů v Bitterfeldu, nese stejné označení. Původně se předpokládalo, že bitterfeldský jantar vznikl v miocénu před 20–22 miliony let. Srovnání živočišných inkluzí však ukázalo, že se velmi pravděpodobně jedná o vlastní baltský jantar, který byl pouze transportován do miocenních sedimentů. Další naleziště baltského jantaru leží v Polsku a Rusku.
Od poloviny 19. století existovala představa, že pryskyřici, jež dávala vzniknout jantaru, produkoval pouze strom Pinites succinifer. Výzkum z osmdesátých let 20. století ukázal, že se na její tvorbě podílelo více dřevin. Ještě novější analýzy jantaru a pryskyřice z živých stromů pomocí infračervené spektroskopie s Fourierovou transformací (Fourier-transform infrared microspectroscopy, FTIR) vyústily v předpoklad, že za tvorbu pryskyřice byly odpovědné jehličnany z čeledě pajehličníkovité (Sciadopityaceae). Jediným existujícím zástupcem této monotypické čeledě je jehličnatý strom pajehličník přeslenatý (Sciadopitys verticillata).

## Paleobiologie
Inkluze baltského jantaru se staly zdrojem vědeckého popisu řady vymřelých druhů živočichů a tříd rostlin.

### Fauna
- Aspidopleura Gibson, 2009[6]
- Baltimartyria Skalski, 1995
- Brevivulva Gibson, 2009[6]

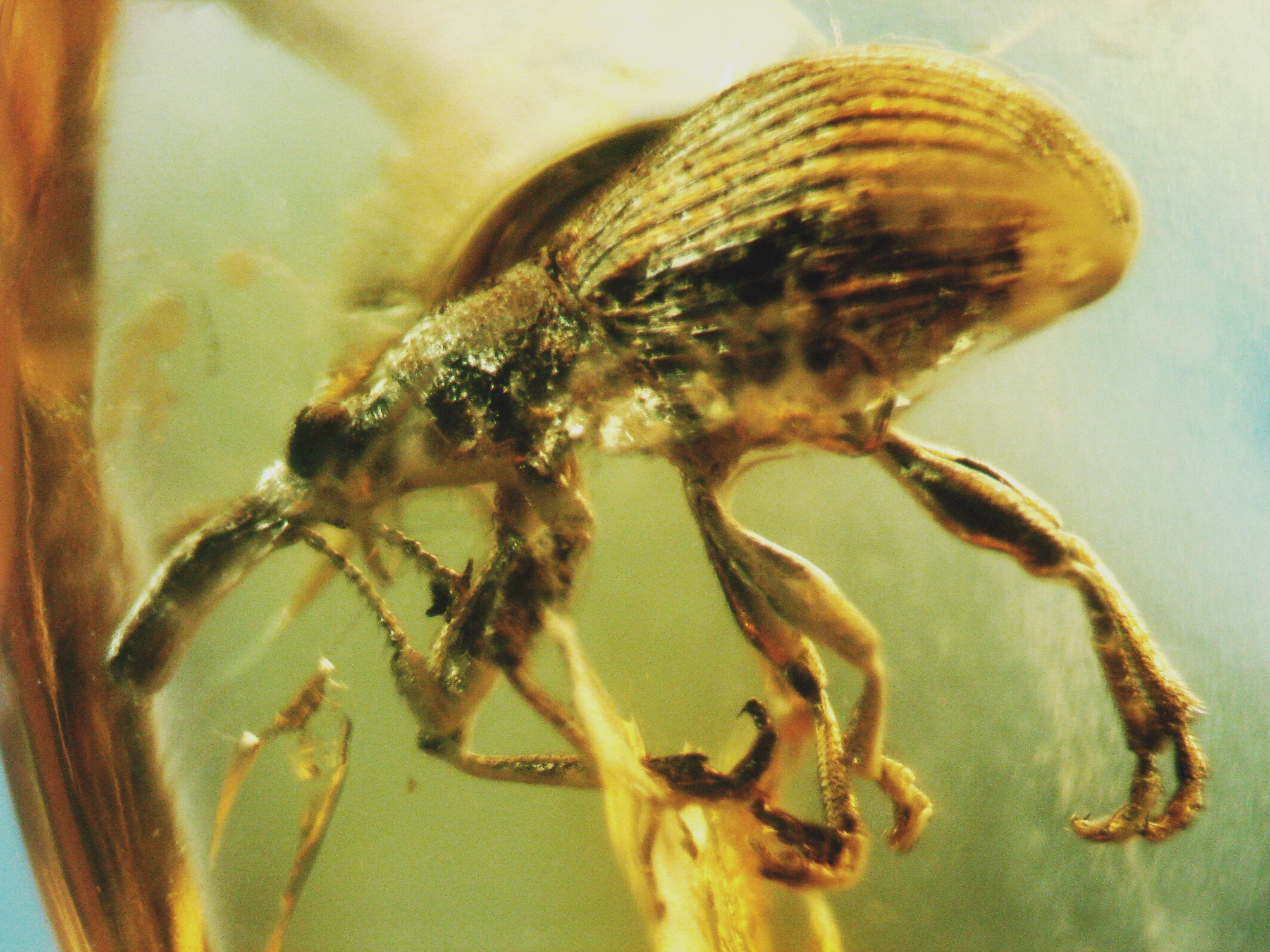
Fosilie brouka z čeledě dlouhanovití

- Electrinocellia (Carpenter) Engel, 1995[7]
- Epiborkhausenites Skalski, 1973[8]
- Gracillariites Kozlov, 1987
- Electrocrania Kuzněcov, 1941
- Fibla carpenteri Engel, 1995[7]
- Metapelma archetypon Gibson, 2009[6]
- Micropterix gertraudae Kurz & Kurz, 2010
- Neanaperiallus Gibson, 2009[6]
- Palaeovespa baltica Cockerell, 1909[9]
- Palaeovespa socialis Pionar, 2005[10]
- Prolyonetia Kuzněcov, 1941
- Propupa Stworzewicz & Pokryszko, 2006[11]
- Stigmellites baltica (Kozlov, 1988)
- Succinipatopsis Poinar, 2000[12]